# U.S. Pro Indoor 1988
Lo U.S. Pro Indoor 1988 è stato un torneo di tennis giocato sintetico indoor. È stata la 21ª edizione dello U.S. Pro Indoor, che fa parte del Nabisco Grand Prix 1988. Si è giocato al Wachovia Spectrum di Filadelfia in Pennsylvania negli Stati Uniti dal 22 al 29 febbraio 1988.

## Campioni

### Singolare maschile
Tim Mayotte ha battuto in finale  John Fitzgerald con il punteggio di 4–6, 6–2, 6–2, 6–3

### Doppio maschile
Kelly Evernden /  Johan Kriek hanno battuto in finale  Kevin Curren /  Danie Visser con il punteggio di 6–4, 6–3